# Robin Haug
Robin Paulsen Haug (* 1. September 1998 in Drammen) ist ein norwegischer Handballtorwart.

## Karriere
Haug begann im Alter von sechs Jahren mit dem Handballsport. In der Jugend wurde er zeitweise von seinem Vater trainiert, der den Torwart mit positionsspezifischem Training förderte. Weiterhin besuchte er eine Sportschule in Drammen. Mit 17 Jahren gab er sein Debüt im Seniorenteam von St. Hallvard in der 2. norwegischen Liga. Es folgten Stationen bei HK Malmö, wo er von Dan Beutler lernen konnte, sowie Skjern Håndbold und Elverum Håndball. Seit der Saison 2024/25 steht er beim Handball Sport Verein Hamburg unter Vertrag. Im norwegischen Nationalteam spielte er erstmals im Januar 2021 bei zwei EM-Qualifikationsspielen gegen die belarussische Männer-Handballnationalmannschaft. Für die Handball-Weltmeisterschaft der Männer 2025 stand Haug im erweiterten Kader.